# Cryptacanthodidae
Cryptacanthodidae é uma família de peixes da subordem Zoarcoidei.

## Espécies
- Cryptacanthodes aleutensis
- Cryptacanthodes bergi
- Cryptacanthodes giganteus
- Cryptacanthodes maculatus